# Phasmyalea
Phasmyalea é um gênero de mariposa pertencente à família Acrolophidae.